# Horisme impleta
Horisme impleta là một loài bướm đêm trong họ Geometridae.